# Bombdådet på Piazza Fontana
Bombdådet på Piazza Fontana (italienska: Strage di piazza Fontana) var ett bombattentat förövat den 12 december 1969 på ett bankkontor vid Piazza Fontana i centrala Milano. Attentatet krävde totalt 17 dödsoffer och skadade 88 personer. Samma dag exploderade tre sprängladdningar i Rom med 20 skadade som följd, men inga ytterligare dödsoffer. Attentaten skedde under inledningen till blyåren.
Utredningen efter attentatet kom redan från början på villospår genom att fokusera på olika anarkistiska aktivister och organisationers eventuella inblandning. De undersökningar och rättsprocesser som följde varade sammanlagt i omkring 35 år. Det slutliga resultatet blev att gärningsmännen, som ändå identifierats i ett tidigt skede, endast kunde namnges men inte längre dömas för gärningen på grund av tidigare domstolsbeslut.
I sitt beslut av 3 maj 2005, meddelade Kassationsdomstolen att den nyfascistiska organisationen Ordine Nuovos sektion i Padua var ansvarig för bombdådet. Som huvudskyldiga (planerare och anstiftare) namngavs två ledande medlemmar av sektionen: Franco Freda (f. 1941) och Giovanni Ventura (1944–2010). Delaktig i förberedelserna var också, enligt sitt eget erkännande, sprängämnesexperten Carlo Digilio som valde att samarbeta med myndigheterna och vars brott preskriberades med ett särskilt domstolsbeslut.

## Den 12 december 1969
Klockan 16.37 detonerade en tidsinställd bomb med 7 kg trotyl inne på ett bankkontor, tillhörande Banca Nazionale dell'Agricoltura, varvid 16 människor dödades och 88 skadades. Senare kompletterades den officiella listan av dödsoffer med ytterligare en person, en 47-årig man som avled 1983, utan att någonsin ha återhämtat sig helt från de fysiska och psykiska skador som han tillfogades vid attentatet.
Samma eftermiddag exploderade tre bomber i Rom som inte krävde några dödsoffer men skadade närmare 20 personer. En femte odetonerad bomb, hittades på ett bankkontor i Milano, dold i en väska som verkade kvarglömd och väckte personalens uppmärksamhet. Väskan, en läderportfölj, sparades men bomben sprängdes av säkerhetsskäl på en avskild plats redan samma kväll. Attentaten var bland de första under det som kom att kallas blyåren och startskottet för spänningsstrategin i Italien.
De uppenbart samordnade attentaten utgjorde i själva verket slutpunkten på en bombkampanj som hade börjat redan den 15 april 1969 med en liten bomb som exploderade på rektorsexpeditionen vid universitetet i Padua och orsakade en brand som förstörde rektorn Enrico Opochers tjänsterum. Kampanjen fortsatte den 25 april med två något kraftigare sprängladdningar, placerade utanför växlingskontoret på centralstationen i Milano och på en stor mässlokal i samma stad. Totalt skadades ett tjugotal människor vid de två explosionerna men ingen dog. Efter en lugnare period med två misslyckade attentat (sprängladdningarna detonerade inte) på allmänna platser återkom attentatsmännen natten mellan den 8 och 9 augusti med en ny taktik. Man placerade tio mindre sprängladdningar ombord på tåg i olika delar av landet, Rom, Milano, Venedig och Pescara. Bomberna var små tidsinställda laddningar inneslutna i hemsnickrade ytterskal av spånskiva. Åtta av bomberna detonerade och totalt skadades ett dussintal människor.
I ett mycket tidigt skede av undersökningarna, omedelbart efter att explosionen vid piazza Fontana fastställts vara orsakad av en bomb, släppte de lokala myndigheterna uppgiften att det sannolikt var milanesiska anarkister som placerat bomben i bankkontoret. Uppgiften ifrågasattes för första gången offentligt redan samma kväll. I tv-programmet Tv7 uppgav en av Italiens mest kända journalister, Indro Montanelli, att han betvivlade uppgiften om anarkisternas inblandning, eftersom modus operandi inte stämde med deras vanliga. Dessutom hade ingen tagit på sig ansvaret, vilket anarkisterna vanligen gjorde. Kristdemokraternas lokale partisekreterare Piero Bassetti uttryckte sin oro över hur de lokala myndigheterna hanterade frågan, och uppgav sig misstänka någon typ av ”dubbelkommando” som politikerna inte hade fått någon information om.
Utrikesministern Aldo Moro och försvarsministern Luigi Gui informerades omedelbart efter attentatet av sina respektive departements säkerhetstjänster att det var nyfascister som låg bakom dådet. Moro som befann sig i Paris på ett möte med andra europeiska utrikesministrar skyndade sig hem och beordrade sitt departements säkerhetstjänst att påbörja en "motutredning" som pågick parallellt med den officiella, uppenbart riggade utredningen. På det första regeringssammanträdet efter attentatet utbröt ett öppet gräl mellan försvarsministern Gui och inrikesministern Franco Restivo gällande presidenten Giuseppe Saragats förslag om att införa undantagstillstånd vilket var exakt vad attentatsmännen önskade. Premiärministern Mariano Rumor som kan ha känt till attentatet i förväg avstod då, möjligen skrämd av det stora antalet dödsoffer, från att utlysa undantagstillstånd.

## Undersökningarna på villospår

### "En anarkists död"

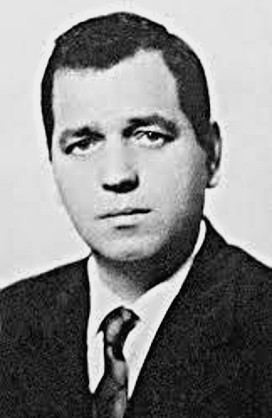
Giuseppe Pinelli

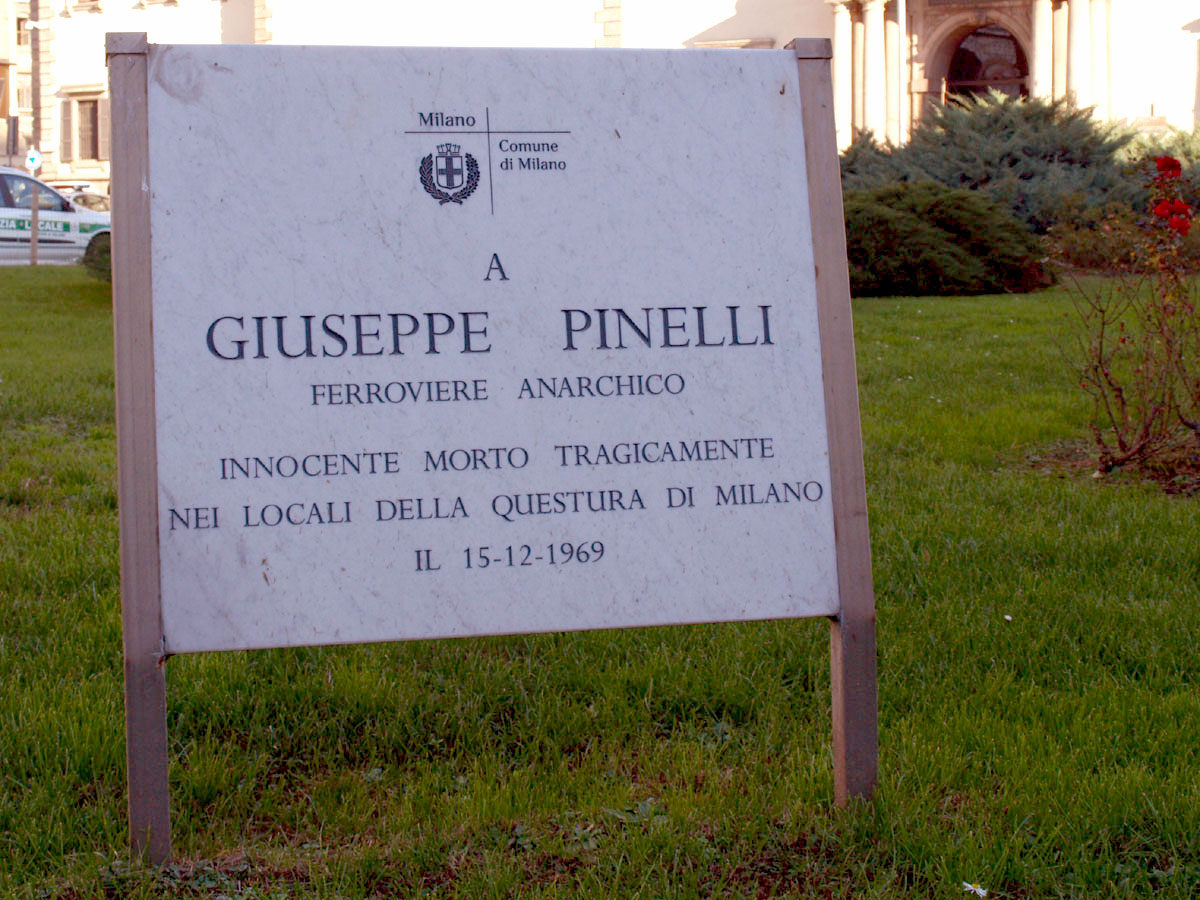
Plakat till minne av anarkisten Giuseppe Pinelli.

Under de fyra första dagarna hämtades 84 anarkister och vänsteraktivister, samt två nyfascister, till förhör enbart i Milano. En av anarkisterna var den 41-årige järnvägsarbetaren Giuseppe ”Pino” Pinelli som dock inte greps formellt. Poliskommissarien Luigi Calabresi hittade honom ute på stan, inbegripen i ett samtal med en annan anarkist, Sergio Ardau. Ardau, som saknade eget fortskaffningsmedel, erbjöds att åka till polisstationen i Calabresis bil, medan Pinelli som ägde en gammal motorcykel, uppmanades att följa efter. Calabresi betonade särskilt att det inte var frågan om något anhållande, snarare en inbjudan till diskussioner och utbyte av åsikter och information om det inträffade.
Diskussionerna på Calabresis kontor kom att vara i mer än tre dygn och avslutades med en av de största skandalerna i Italiens rättshistoria. Några minuter före midnatt 15 december, föll Pinelli ut genom fönstret från polishusets fjärde våning och dog samma natt av sina skador. Bara ett par timmar efter händelsen ordnade polischefen Marcello Guida en presskonferens, där han förklarade att Pinelli hade begått självmord genom att med ett ”kattsprång” kasta sig ut genom fönstret. Man påstod även falskeligen att det fanns bevis som var besvärande för Pinelli. Guida nämnde inget om att Pinelli hade kvarhållits av polisen ett dygn längre än vad lagen medgav utan beslut av åklagare och han nämnde inte heller något om att den tjänstgörande åklagaren, Ugo Paolillo, inte hade informerats i förväg om något massgripande av anarkister. Beslutet att kvarhålla Pinelli utan lagstöd hade fattats av Calabresis närmaste överordnade, chefen för polisens avdelning för politisk brottslighet Antonino Allegra. Pinellis mor Rosa Malacarne vittnade senare inför rätten att Allegra berättat för henne att man från huvudstaden satt stark press på honom för att snabbt hitta de skyldiga.
Undersökningsdomaren Giovanni Caizzi, som tillsatts för att utreda Pinellis död, kom 14 maj 1970 fram till att den orsakats av ett olycksfall. Därmed fick Dario Fo, en av många som inte trodde det minsta på vare sig denna förklaring eller Guidas påstående om självmord, ett namn till sin kanske mest kända pjäs En anarkists död (Morte accidentale di un anarchico).

### En dansörs påstådda taxiresa

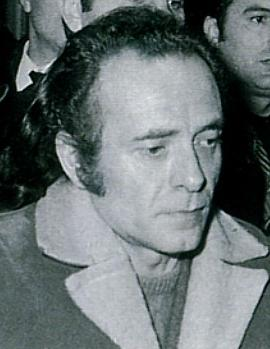
Pietro Valpreda

Efter Pinelli råkade även en annan anarkist illa ut i utredningen, nämligen den 36-årige dansaren och scenarbetaren Pietro Valpreda. Valpreda hade i Rom grundat en egen anarkistcirkel med namnet ”Circolo 22 marzo”. Bland cirkelns första medlemmar fanns två med i sammanhanget ovanliga meriter: Mario Merlino, tidigare medlem av den nyfascistiska organisationen Avanguardia Nazionale och hans vän ”Andrea”, som i själva verket var en polis under täckmantel. Merlino hade infiltrerat anarkistcirkeln med syftet att producera falska bevis mot Valpreda. Kvällen före attentatet träffade Merlino sin uppdragsgivare Stefano Delle Chiaie för att få sina sista instruktioner om detta inför attentatet och redan i det första förhöret efter dådet, på eftermiddagen den 13 december, pekade Merlino ut Valpreda.
Som grund för anhållandet av Valpreda 15 december angavs att han hade identifierats av en taxichaufför, 47-årige Cornelio Rolandi. Rolandi uppgav att han hade kört en kund till bankkontoret. Kunden bad Rolandi att vänta och gick in i banken bärande på en väska. När han kom tillbaka hade han ingen väska med sig och gav Rolandi en ny adress, där resan slutade. Rolandis vittnesmål kom att ifrågasättas av flera olika skäl. Det viktigaste var att identifieringen inte hade gått rätt till. Rolandi fördes till en officiell vittneskonfrontation i Rom som ägde rum 16 december under ledning av undersökningsdomaren Vittorio Occorsio. Rolandi fick göra identifieringen från ett foto med fem personer, av vilka en var Valpreda. De fyra andra var välkammade och närmast identiskt klädda poliser som utseendemässigt avvek starkt från den rufsige Valpreda, den ende som inte var klädd i kostym och slips. Dessutom medgav Rolandi redan före fotokonfrontationen att han tidigare hade sett ett foto av Valpreda. Det hade poliserna i Milano visat honom och kommenterat genom att säga att detta nog var mannen han förväntades identifiera.
Det visade sig snart att Rolandi skulle bli åklagarsidans enda vittne mot Valpreda. Någon teknisk bevisning fanns inte. När Rolandi dog av en aneurysm 1971, hade undersökningarna redan ändrat riktning och Valpreda förvandlats till ett besvärligt problem för rättsvårdande myndigheter, eftersom han suttit häktad länge utan någon bevisning. Problemet löstes genom att parlamentet i december 1972 beslutade om en ny lag ad personam. Lagen är känd som ”legge Valpreda” (officiellt Legge n. 773 del 15 dicembre 1972) och innebar bland annat en utvidgning av de omständigheter under vilka en misstänkt kunde släppas på fri fot i väntan på dom. Med stöd av ”legge Valpreda” försattes Valpreda omgående på fri fot i väntan på den friande domen som vann laga kraft först 1987.

## Undersökningarna växlar spår
Anarkistspåret och andra ”röda” ledtrådar ledde trots ihärdiga försök inte till något positivt spaningsresultat för polisen. Medan man arbetade med dem började det dyka upp ledtrådar som ledde i en helt annan riktning på det politiska fältet, längs det så kallade ”svarta spåret”. Två undersökningsdomare i Treviso, Pietro Calogero och Giancarlo Stiz började följa detta spår ungefär ett och ett halvt år efter attentatet. De leddes i den riktningen av en lärare i Treviso vid namn Guido Lorenzon. Redan tre dagar efter attentatet hade Lorenzon besökt en advokat och berättat att hans barndomsvän, den 25-årige bokhandlaren och gymnastikläraren Giovanni Ventura kunde ha något med bomben att göra. Advokaten uppmanade Lorenzon att upprätta en PM som sedan levererades till undersökningsledarna. Deras utredning visade att läderväskorna som bomberna transporterats i hade köpts i Padua och tiduren i Treviso. Så småningom kunde man 1971 namnge ytterligare en misstänkt, den 30-årige advokaten Franco Freda.
Freda som var född i Avellino och bosatt i Padua hade redan under sin skoltid anslutit sig till MSI. Efter att successivt ha radikaliserats gick han med i den av Pino Rauti ledda utbrytarorganisationen Ordine Nuovo. Freda blev känd bland annat för att ha gett ut en ny utgåva av Mein Kampf i Italien och för att offentligt ha medgett sig vara en stor beundrare av Himmler. Ventura hade börjat sin politiska karriär som katolsk aktivist men under inflytande av Freda, hade han i likhet med denne utvecklats till en radikal motståndare av den borgerliga demokratin.

Franco Freda (i mitten) rådgör med sina advokater under sin första process som åtalad.

Stiz kunde snart bevisa att Freda hade köpt 50 tidur av fabrikatet Junghans-Diehl, avsedda för diskmaskiner. Bevisen räckte i ett tidigt skede till att åtala Freda och Ventura för delaktighet i ett antal förberedande bombattentat med lägre sprängkraft som inte hade krävt några dödsoffer. Dessa attentat, med totalt 17 bomber, påbörjades i april 1969 och var tydligtvis övning inför den stora smällen 12 december. Stiz anmälde 22 mars 1972 Freda och Ventura till åtal även för bombattantatet vid Piazza Fontana.
I ett ännu tidigare skede, före Freda och Ventura, hade ytterligare en nyfascist hamnat på listan över de misstänkta. Det var Avanguardia Nazionales ledare Stefano Delle Chiaie. Delle Chiaie gick under jorden 21 december 1969, bara nio dagar efter attentatet, och var därmed inte på plats när den första rättegången om bombdådet började i Rom 23 februari 1972. Han greps i Caracas 23 mars 1987 och överlämnades till Italien, där rätten friade honom 20 februari 1989.

## Rättsprocesserna

### Rättsprocesserna fram till 1987
Den första rättegången som påbörjats i Rom flyttades därifrån först till Milano och sedan till Catanzaro genom ett beslut av kassationsdomstolen. Valpreda försattes på fri fot 30 december 1972, efter drygt tre år som frihetsberövad. Han kvarstod dock som formellt åtalad. Den andra rättegången som började i Catanzaro 18 mars 1974, med Freda och Ventura på de åtalades bänk, avbröts redan efter en månad för att man skulle kunna samordna de två separata processerna, den mot anarkisterna och den mot nyfascisterna. Den samordnade processen började 27 januari 1975 och efter att den hade pågått ett drygt år, greps 28 mars 1976 general Gianadelio Maletti, tidigare en av de högsta cheferna för den italienska militära underrättelsetjänsten SID, misstänkt för skyddande av brottsling (Ventura), medan ett antal antal andra personer åtalades och efterlystes.
Det var uppenbart att ytterligare undersökningar krävdes och efter ett uppehåll på nästan ett år påbörjades en fjärde rättegång 18 januari 1977, vilken blev den första som kunde fullföljas till ett domslut som förkunnades 23 februari 1979: Freda, Ventura och den under våren 1976 åtalade fascistiske journalisten Guido Giannettini, dömdes till livstids fängelse för delaktighet i terrordådet vid Piazza Fontana. De två anarkisterna, Valpreda och ex-fascisten Merlino, frikändes från dådet men dömdes till 4½ års fängelse för deltagande i en kriminell konspiration (anarkistcirkeln). Domarna överklagades och nästa instans (Corte d'appello) förkastade åtalen gällande Piazza Fontana för samtliga fem men dömde Freda och Ventura till 15 års fängelse för de 17 förberedande bombattentaten under våren och sommaren 1969. Den högsta instansen, kassationsdomstolen, bekräftade frikännandet endast för Giannettini och återremitterade de övriga till närmast lägre instans för ny rättegång om Piazza Fontana. Den sista och avgörande rättegången började 13 december 1984 och avslutades 1 augusti 1985 med att Freda, Ventura, Valpreda och Merlino frikändes i brist på bevis. När kassationsdomstolen fastställde denna dom 27 januari 1987, säkerställdes att ingen av de fem som dittills åtalats för bomben på Piazza Fontana någonsin skulle kunna fällas för brottet. Däremot fastställdes Fredas och Venturas 15-åriga fängelsestraff för de andra bombattentaten. 

### Domare Salvinis undersökningar och de senare rättegångarna
Efter att 1987 års dom vunnit laga kraft, verkade det som att man inte skulle kunna komma framåt med undersökningarna trots att ingen hade dömts för dådet. Knappt två år senare, i januari 1989, öppnades fallet igen av undersökningsdomaren Guido Salvini. Orsaken var en slumpartad händelse. En hemlös person som letade efter en sovplats under tak hittade den vänsterextremistiska organisationen Avanguardia Operaias (AO) gamla arkiv, övergivet och undangömt i ett vindsförråd. Arkivet innehöll bland annat mängder av redan då inaktuella uppgifter om nyfascister, med foton, adresser och andra personuppgifter. Eftersom medlemmar av AO misstänktes för inblandning i mordet på högerstudenten Sergio Ramelli 1975, levererades hela arkivet till Salvini som utredde mordet. Salvini fann bland de tusentals dokumenten ett som klargjorde att en del av de överblivna tiduren hade gömts av fascister i en fastighet som ägdes av Giangiacomo Feltrinelli för att leda in brottsutredningen på ytterligare ett villospår.
Salvini inledde en ny omgång av förhör om Piazza Fontana som kom att leda utredningen framåt. Dominikanska republiken utlämnade 1992, på Italiens begäran, Ordine Nuovos sprängämnesexpert Carlo Digilio som varit försvunnen i mer än ett årtionde och de sista åren gömt sig i Santo Domingo. Digilio, även känd som ”farbror Otto” (”zio Otto”), misstänktes ha befattat sig med det sprängmedel som använts vid  attentatet. Digilio gjorde snart vissa medgivanden och övergick sedan till att samarbeta fullt ut med utredarna. Salvinis utredning utvidgades stegvis till att omfatta samtliga blyårens bombattentat och statliga organs eventuella inblandning i dem. Undersökningarna utmynnade i att Salvini  13 mars 1995 anmälde mer än trettio personer till åtal för olika brott under blyåren, inklusive Piazza Fontana-attentatet. Efter ytterligare undersökningar och anhållanden, kompletterade Salvini listan av åtalade 3 februari 1998. Bland dem fanns Delfo Zorzi, före detta ledare för Ordine Nuovos sektion i Mestre som i många år uppehållit sig i Japan och blivit japansk medborgare. Zorzi misstänktes för att vara den person som hade placerat Piazza Fontana-bomben i bankkontoret.
Zorzi, Carlo Maria Maggi och Giancarlo Rognoni dömdes 30 juni 2001 till livstids fängelse för bombattentatet på Piazza Fontana, Zorzi i sin frånvaro. Domarna överklagades till högre instans som upphävde dem 12 mars 2004 och ogillade samtliga åtal. När kassationsdomstolen fastställde denna frikännade dom 3 maj 2005, konstaterade den att de huvudskyldiga till attentatet inte kunde åtalas en andra gång, trots att man nu med säkerhet visste att de var Freda och Ventura. Ventura dog i Argentina 2010. Maggi dömdes 22 juli 2015 till livstids fängelse för ett annat terrordåd på Piazza della Loggia i Brescia 1974, ett bombdåd som krävde åtta dödsoffer. Denna dom fastställdes av kassationsdomstolen 20 juni 2017, 43 år efter attentatet.
När domen vann laga kraft var Maggi redan 82 år och kunde på grund av sin dåliga hälsa inte sättas i fängelse. Han dog 26 december 2018, tre dagar innan han skulle ha fyllt 84. Salvini kommenterade hans död med konstaterandet att Maggi, som i mer än två årtionden hade lett Ordine Nuovos avdelning i Veneto, tog med sig alla hemligheter om blyårens bombdåd. Salvini tillade att även om Maggi dömdes för bara ett av dem, var han med säkerhet delaktig även i de bombdåd som han inte kunde dömas för.
Slutligen blev Carlo Digilio ensam om att dömas för någon delaktighet i bombdådet på Piazza Fontana. Digilio dömdes som delaktig i förberedelserna inför attentatet men hans omfattande samarbete med myndigheterna ledde till att hans brott preskriberades och han behövde därmed inte avtjäna en dag i fängelse.

### Nyckelvittnet som kunde ha avgjort fallet
Salvini avslöjade i en intervju 2005 att Freda och Ventura kunde ha blivit dömda 1985 om ett nyckelvittne hade avslöjat allt han visste. Detta vittne var elektrikern Tullio Fabris som redan i ett tidigt skede under utredningarna i Treviso erkände att han varit med när Freda köpte tiduren. Freda hade i rätten vittnat att han köpt tiduren för en annan persons räkning för att användas i Mellanöstern. Den av Freda utpekade algeriska underrättelseofficeren kapten Hamids existens har aldrig kunnat bevisas eller motbevisas. Freda uppgav också ett datum när han skulle ha överlämnat tiduren till kapten Hamid. Drygt 20 år senare, 1995, knäckte Fabris denna punkt i Fredas alibi genom ett nytt vittnesmål. Fabris erkände då att hans egen roll varit mycket större än han tidigare berättat. Fabris var i själva verket teknisk rådgivare åt Freda och Ventura. Under påtryckningar hade Fabris gått med på att visa hur man med hjälp av batterier kunde använda tiduren för andra syften än det de var avsedda för. Den viktigaste punkten i Fabris nya vittnesmål var tidpunkten för när han lärde Freda och Ventura den metod som i princip även kunde användas för att aktivera en detonator. Enligt Fabris hade Freda kvar tiduren även efter den tidpunkt då han påstod sig ha överlämnat dem till kapten Hamid. Fabris sade också att han efter bombdådet på Piazza Fontana förstått att den mekanism som använts för att detonera bomben var exakt den som han hade lärt Freda och Ventura. Av rädsla för att Ordine Nuovo skulle hämnas om han vittnade, valde Fabris att tiga i mer än två årtionden. När han äntligen tog mod till sig och vittnade, var det åtta år för sent.

## ”Statens massaker”

### Benämningen
Bombdådet på Piazza Fontana fick tidigt i vänsterkretsar en för många skrämmande benämning: ”Statens massaker” (”Strage di stato”). Uttrycket användes första gången under en presskonferens som anarkisterna i Milano ordnade 17 december 1969, fem dagar efter bomben. De som anammade benämningen och använde den var övertygade om att representanter för olika statliga organ var inblandade på något sätt, i planeringen, bombtillverkningen eller åtminstone behjälpliga med undanstädande av bevis och spridande av falska spår. Från vänsterhåll hävdades existensen av klara bevis för att den dåvarande italienska militära underrättelsetjänsten (SID) kände till bombattentaten i förväg.
Enligt den här uppfattningen var det inte en enskild grupp fanatiska aktivister som låg bakom dådet, utan i stället ett omfattande politiskt nätverk, bestående av utomparlamentariska nyfascister och högt uppsatta statstjänstemän med högerextrema åsikter som hade en gemensam fiende: kommunisterna. Talmannen i det italienska parlamentet, Roberto Fico, framförde på den 49:e årsdagen av attentatet 12 december 2018 en offentlig ursäkt till offrens anhöriga. Ursäkten gällde alla avsiktligt utlagda villospår (”depistaggi”) och det faktum att berörda delar av statsapparaten inte hade gjort något för att få fram sanningen.

### Inrikesministeriets roll i förundersökningen
Undersökningsdomaren Giancarlo Stiz upptäckte att det i ett tidigt skede av utredningarna hade gjorts viktiga observationer som av något skäl inte hade följts upp. En sådan observation gällde de tysktillverkade läderportföljer i vilka 12 december-bomberna hade transporterats. Tillverkaren Mosbach-Gruber meddelade att endast tre affärer i Italien hade fått leveranser av båda de aktuella modellerna: den bruna City 2131 och svarta Peraso 2131. Portföljmodellerna visades upp i TV och affärsinnehavaren Fausto Giuriati i Padua hörde omgående av sig till polisen. Loretta Galeazzo, expedit i hans affär Al Duomo, berättade för den lokala polisen att en yngre välklädd man den 10 december 1969 hade köpt fyra portföljer, tre bruna och en svart. Polisen i Padua rapporterade detta vidare till utredarna i Milano och till inrikesministeriets underrättelsetjänst (”Ufficio affari riservati”). Därefter gjordes inget på tre år för att följa upp ledtråden. Nästa gång en utredare besökte Al Duomo, kom han på uppdrag av Stiz som inte fått ta del av de tidigare vidarebefordrade uppgifterna. Inrikesministeriets underrättelsetjänst var väl insatta i utredningen och hade deltagit i den från första dagen genom sin näst högste tjänsteman Elvio Catenacci. Catenacci var i likhet med sin chef Federico Umberto D'Amato väl medveten om vad som pågick och var på plats i Milano redan när Pinelli ramlade ut genom polishusets fönster.

### Staten inför rätta

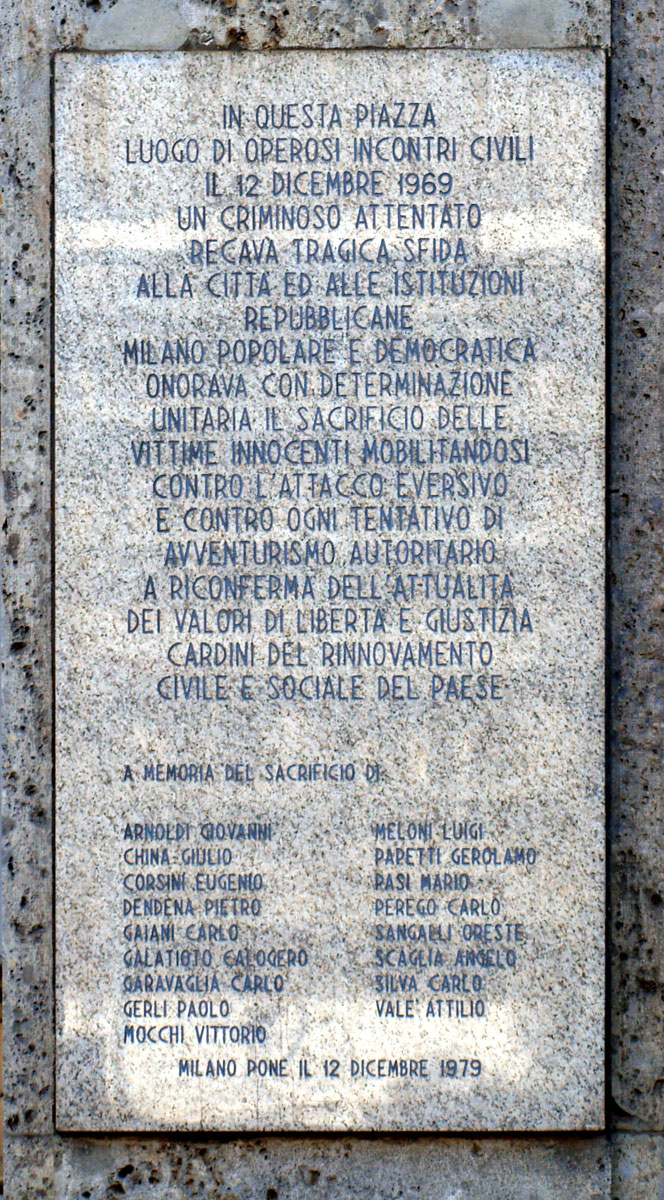
Plakat till minne av de 17 offren för terroristbombningen på Piazza Fontana.

Misstankarna om diverse statliga organs inblandning i terrordådet väcktes i ett tidigt skede. De fick ökad styrka under förhören av Ventura, då en av hans kontakter visade sig vara den nyfascistiske journalisten Guido Giannettini, som misstänktes ha arbetat för SID sedan mitten av 1960-talet under kodnamnet ”agent Z”. Domaren Gerardo D'Ambrosio framställde 27 januari 1973 en officiell fråga om saken till SID som avböjde att svara med hänvisning till militär sekretess. Försvarsministern Giulio Andreotti, som varit premiärminister åren 1972–1973 gjorde 20 juni 1974 ett överraskande inspel i processen, då han i en intervju för tidskriften Il Mondo bekräftade att Giannettini var SID-agent.
Två före detta befälhavare för SID, general Vito Miceli och amiral Eugenio Henke, kallades till rätten som vittnen. I sina vittnesmål, avgivna 14–15 januari 1976, vägrade båda att svara på frågor om Giannettinis roll inom SID, eftersom det skulle ha tvingat dem att avslöja statshemligheter. Då även Giannettini vägrade att svara på frågor i förhör och inför rätten, kom man under 1970- och 1980-talet inte så mycket längre på detta spår. Det var först när Salvini 1989 påbörjat sina undersökningar och särskilt efter Berlinmurens fall som klara belägg för den statliga inblandningen började komma fram. Därmed började också en debatt om CIA:s och Natos roll i blyårens bombdåd.
General Gianadelio Maletti, chef för SID:s avdelning D (kontraspionage) under åren 1971–1975, visade sig vara mer pratsam än sina kollegor, särskilt utanför domstolen. Malettis avdelning hade svarat för en stor andel av de villospår som talman Fico flera årtionden senare bad om ursäkt för. Villospåren skapades bland annat genom en mängd förfalskade dokument och andra konstruerade bevis. En av Malettis avdelning producerad falsk nyhet gällde en stor vapen- och sprängämnesgömma som hittades av karabinjärer 10 november 1972 i en oanvänd ekonomibyggnad i närheten av Camerino. Planen var att i pressen ”avslöja” gömman som tillhörande någon vänsterextremistisk organisation. Den för uppdraget anlitade journalisten Guido Paglia, tidigare Avanguardia Nazionale-medlem, förstörde oavsiktligt planen genom att i sin nästföljande dag publicerade artikel avslöja detaljer om fyndet som då ännu inte var kända ens för karabinjärerna som gjort det. Dessutom framgick det snart att fastighetsägaren hade besiktigat byggnaden endast några dagar före fyndet och då fanns det inte några vapen i den.
Maletti hamnade på de åtalades bänk, misstänkt för skyddande av brottsling. Ventura sågs av sina kumpaner som konspirationens svaga länk och eftersom han redan hade gjort vissa medgivanden var man orolig för att han skulle börja samarbeta fullt ut med åklagarna. Maletti gav då Giannettini uppdraget att ordna Venturas flykt. Ventura följde dock inte de instruktioner han fick, troligen för att han fruktade för sitt liv. Han valde att fly till Argentina på egen hand vid ett senare tillfälle. Även Giannettini flydde undan rättvisan 9 april 1973 till Paris och därifrån via Madrid vidare till Buenos Aires. Han efterlystes i januari 1974. Efter att Andreotti i juni samma år avslöjat honom som SID-agent kände han sig inte längre säker i Buenos Aires och valde att återvända till Italien. Hans försvarsstrategi var enkel och visade sig effektiv. Han svarade överhuvudtaget inte på några frågor om sina uppdragsgivare.
General Maletti greps 28 mars 1976 och dömdes 23 februari 1979 till fyra års fängelse för skyddande av brottsling (Ventura), anstiftan till brott och mened. Straffet lindrades i två omgångar, 1981 och 1985, men då var Maletti inte längre närvarande. Han flydde till Sydafrika efter att den första domen överklagats. I senare rättegångar dömdes Maletti som frånvarande till långa fängelsestraff som han aldrig avtjänade. Han återvände till Italien 2001 för att vittna, efter att i utbyte mot sitt vittnesmål ha fått garantier för att han inte skulle bli gripen under sin tillfälliga vistelse i hemlandet. Maletti har efterhand bekräftat åklagarnas version av händelserna som väsentligen korrekt. Han har lyft fram CIA:s roll som understödjare och finansierare av den nyfascistiska rörelsens planer på en statskupp i Italien. Malettis bild av verkligheten var att den amerikanska administrationen under Nixon var beredd att göra nästan vad som helst för att stoppa kommunisternas avancemang mot makten i Italien, även att understödja och befrämja nyfascisternas terroraktioner.

## Nya undersökningar 2009-2019
Efter att 2008 ha blivit kontaktad av ett vittne från de tidigare rättegångarna öppnade undersökningsdomaren Guido Salvini fallet på nytt. Vittnet, den tidigare officeren Gianni Casalini uppgav att han nu var beredd att avslöja mer än vad han hade gjort inför rätten ett antal år tidigare. Casalini hade vittnat i rätten den 18 maj 2000 och erkände då överraskande att han hade deltagit i den bombkampanj som föregick attentatet vid Piazza Fontana. Han medgav att han den 8 augusti 1969 tillsammans med Ivano Toniolo hade placerat bomber på två tåg som skulle avgå från centralstationen i Milano. Delfo Zorzis (åtalad) advokat Gaetano Pecorella ingrep omedelbart och krävde att Casalinis vittnesmål måste avbrytas och skjutas upp eftersom denne inte hade någon advokat, vilket han i den uppkomna situationen borde ha. Rättens ordförande avvisade protesten men Casalini blev mer försiktig efter Pecorellas inkliv och avslöjade inga ytterligare detaljer av vikt. Av någon anledning ledde Casalinis vittnesmål inte till någon ny utredning om tågbomberna och han åtalades aldrig för de brott han erkände under sitt vittnesmål.
Salvini hade i egenskap av förundersökningsledare förhört Casalini vid två tidigare tillfällen, i maj 1992 och februari 1993. Redan då hade Casalini pekat ut Franco Freda som inblandad i terrorkampanjen 1969 och särskilt de två attentaten i Milano den 25 april. Under en serie nya möten med Salvini som började i oktober 2008 berättade Casalini  att det var Freda som inköpt de armbandsur av fabrikatet Ruhla man använde i tågbomberna.  Uren levererades till Toniolo som modifierade dem för det avsedda ändamålet, så att de kunde kopplas ihop med sprängladdningens batterier och vid önskad tidpunkt orsakade den kortslutning som fick bomberna att detonera. Casalini konstruerade en transportsäkring som hindrade en oavsiktlig kortslutning och Marco Pozzan snickrade ihop ytterhöljen av spånskiva hemma i sitt kök.
Casalini avslöjade också namnet på den person som hade till uppgift att fördela sprängmedlet så att de små bomberna inte skulle kräva dödsoffer: Ugo Cavicchioni, en bilelektriker i Badia Polesine Man ville enligt Casalini skapa rädsla hos allmänheten utan att döda någon. Freda skickade iväg Casalini till Cavicchioni som visade rätt sätt att hantera sprängmedlet. Redan 1973 hade den då häktade Giovanni Ventura nämnt Cavicchioni under inledande förhör men den uppgiften begravdes senare som så mycket annat någonstans i det gigantiska utredningsmaterialet.
Casalini kallade Cavicchioni för Fredas ”förtroendetekniker” (”tecnico di fiducia”) och uppgav att bilelektrikern därmed säkert kände till namnen på gärningsmännen vid Piazza Fontana-attentatet. Tyvärr avled Cavicchioni 2009, innan Salvini hann höra honom om saken. Trots det lyckades Salvini reda ut vilka de direkta gärningsmännen var. Den man som tog in bomben i banken kallar Salvini i sin bok endast ”fallskärmsjägaren”. Denna person, som avled medan Salvinis bok var under tryckning, har senare identifierats som Claudio Bizzarri, vars far var banktjänsteman.
När det gäller de övriga i attentatet direkt inblandade gärningsmännen är Salvini mindre försiktig och pekar ut dem i sin bok: Delfo Zorzi (lever 2022, friad i brist på bevis), Ivano Toniolo (död i Angola 2015), Carlo Digilio (död 2005 i Bergamo) och Giampietro Mariga (död genom självmord i Frankrike 1998).